# 千葉伸夫
千葉 伸夫（ちば のぶお、1945年8月16日 - ）は、日本の映画評論家。

## 略歴
1945年、旧満洲国錦州省に生まれる。早稲田大学大学院演劇課修士課程修了。

## エピソード
葉山三千子に会い、自著を渡したことがある。

## 著書

### 単著
- 『原節子 映画女優の昭和』（大和書房、1987年）
  - 『原節子 伝説の女優』（平凡社ライブラリー、2001年）
- 『映画と谷崎』（青蛙房、1989年）
- 『チャプリンが日本を走った』（青蛙房、1992年）
- 『原節子伝説』（翔泳社、1995年）
- 『評伝山中貞雄』（実業之日本社、1998年）
  - 『評伝山中貞雄 若き映画監督の肖像』（平凡社ライブラリー、1999年）
- 『小津安二郎と20世紀』（国書刊行会、2003年）
- 『映像史 Image Media Wars』（映人社、2009年）
- 『監督成瀬巳喜男 全作品と生涯』（森話社、2020年）

### 共著
- 『小津安二郎を読む』（フィルムアート社、1982年）